# Бедеево-Полянский сельсовет
Бедеево-Полянский сельсовет (баш. Бедеева Поляна ауыл советы) — муниципальное образование в Благовещенском районе Башкортостана.

## История
Согласно «Закону о границах, статусе и административных центрах муниципальных образований в Республике Башкортостан» имеет статус сельского поселения.

## Население
| 2002  | 2009  | 2010  | 2012  | 2013  | 2014  | 2015  |
| ----- | ----- | ----- | ----- | ----- | ----- | ----- |
| 2258  | ↗2503 | ↘2451 | ↘2426 | ↘2407 | ↘2364 | ↘2330 |
| 2016  | 2017  |       |       |       |       |       |
| ↘2278 | ↗2280 |       |       |       |       |       |

## Состав сельского поселения
| № | Населённый пункт | Тип населённого пункта       | Население |
| - | ---------------- | ---------------------------- | --------- |
| 1 | Бедеева Поляна   | село, административный центр | ↘1757     |
| 2 | Фёдоровка        | деревня                      | ↘260      |
| 3 | Александровка    | деревня                      | ↘171      |
| 4 | Пушкино          | деревня                      | ↗83       |
| 5 | Эманино          | деревня                      | ↘79       |
| 6 | Танайка          | деревня                      | →60       |
| 7 | Булычёво         | деревня                      | ↗33       |
| 8 | Красная Бурна    | деревня                      | ↗8        |

### Упразднённые населённые пункты
Михайловка — деревня, упраздненная в 2005 году.